# The Smile
The Smile é uma banda de rock inglesa composta pelos membros do Radiohead Thom Yorke (vocal, guitarra, baixo, teclas) e Jonny Greenwood (guitarra, baixo, teclas) com o baterista Tom Skinner. A produção é realizada por Nigel Godrich, produtor de longa data do Radiohead. A banda incorpora elementos do pós-punk, rock progressivo, afrobeat e música eletrônica.
The Smile trabalhou durante o distanciamento social do COVID-19 e fez sua estreia surpresa em uma apresentação transmitida pelo Glastonbury Festival em maio de 2021. No início de 2022, eles lançaram seis singles e se apresentaram para o público pela primeira vez em três shows em Londres em janeiro, transmitidos ao vivo. Em maio, a banda lançou seu álbum de estreia, A Light for Attracting Attention, e iniciou uma turnê internacional.

## História
Jonny Greenwood disse que The Smile veio de seu desejo de trabalhar com seu colega da banda Radiohead, Thom Yorke, durante o distanciamento do COVID-19. A dupla recrutou o baterista Tom Skinner, que já tocou com artistas como a banda de jazz Sons of Kemet. The Smile é produzida por Nigel Godrich, produtor de longa data do Radiohead. Godrich disse: "Acho que Jonny apenas escreveu todos esses riffs, esperando que algo acontecesse. Eu acho que ele estava escrevendo música e tem sido uma época tão estranha nos últimos anos, Ed [guitarrista do Radiohead] saiu e fez seu álbum solo, então isso meio que estava fora de cena, e então o COVID chegou." Greenwood disse: "Não tivemos muito tempo, mas só queríamos terminar algumas músicas juntos. Tem sido muito rápido, mas parece uma maneira feliz de fazer música."
A banda pegou seu nome do título de um poema de Ted Hughes. Yorke disse que "não era o sorriso como em 'ahh', mais o sorriso como no cara que mente para você todos os dias". The Smile fez sua estreia em uma apresentação surpresa para o concerto em vídeo Live at Worthy Farm, produzido pelo Glastonbury Festival e transmitido em 22 de maio de 2021. A performance foi gravada em segredo no início daquela semana e anunciada no dia da transmissão. A banda tocou oito músicas, com Yorke e Greenwood na guitarra, baixo, sintetizador Moog e piano Rhodes.
Em julho de 2021, Godrich disse que The Smile havia gravado um álbum. Em setembro, Greenwood disse que ainda estavam decidindo o que incluir no álbum e que estava quase finalizado. DIY nomeou o álbum como um dos mais esperados do ano, especulando que ele retornaria à "música desconcertante e angustiada" dos primeiros trabalhos do Radiohead.
Yorke cantou uma música do Smile, "Free in the Knowledge", no evento Letters Live no Royal Albert Hall, Londres, em outubro. Nos dias 29 e 30 de janeiro, o Smile se apresentou para uma platéia pela primeira vez em três shows no Magazine, em Londres, que foram transmitidos ao vivo. A banda tocou na arena e estreou várias faixas, incluindo "Speech Bubbles", "A Hairdryer", "Waving a White Flag" e "The Same". Os shows também incluíram performances de "Open the Floodgates", que Yorke apresentou pela primeira vez em 2010, e um cover do single de Joe Jackson de 1979 "It's Different for Girls".
Na NME, James Balmont deu ao Smile's London show quatro em cinco, descrevendo-o como "coisas meticulosas e cativantes". No Guardian, Kitty Empire deu quatro de cinco, escrevendo que "The Smile é mais musicalmente convincente quando se afasta do Radiohead", enquanto o crítico-chefe Alexis Petridis deu três, dizendo que era "mais intrigante do que deslumbrante, intermitentemente fascinante, cheio de ideias fascinantes que nem sempre se unem".

## Discografia

### Álbuns de estúdio
| Título                           | Data do lançamento    | Gravadora | Formatos                                   |
| -------------------------------- | --------------------- | --------- | ------------------------------------------ |
| A Light for Attracting Attention | 13 de maio de 2022    | XL        | Vinil, CD e Download digital               |
| Wall of Eyes                     | 26 de janeiro de 2024 | XL        | Vinil, CD, Download digital e Fita cassete |
| Cutouts                          | 4 de outubro de 2024  | XL        | Vinil, CD, Download digital e Fita cassete |

### EPs
| Título                                                | Data do lançamento     | Gravadora | Formatos              |
| ----------------------------------------------------- | ---------------------- | --------- | --------------------- |
| The Smile (Live at Montreux Jazz Festival, July 2022) | 14 de dezembro de 2022 | XL        | CD e Download digital |
| Europe: Live Recordings 2022                          | 10 de março de 2023    | XL        | Vinil e CD            |

### Singles
| Título                                    | Ano  | Álbum                            |
| ----------------------------------------- | ---- | -------------------------------- |
| "You Will Never Work in Television Again" | 2022 | A Light for Attracting Attention |
| "The Smoke"                               | 2022 | A Light for Attracting Attention |
| "Skrting on the Surface"                  | 2022 | A Light for Attracting Attention |
| "Pana-vision"                             | 2022 | A Light for Attracting Attention |
| "Free in the Knowledge"                   | 2022 | A Light for Attracting Attention |
| "Thin Thing"                              | 2022 | A Light for Attracting Attention |
| "Bending Hectic"                          | 2023 | Wall of Eyes                     |
| "Wall of Eyes"                            | 2023 | Wall of Eyes                     |
| "Friend of a Friend"                      | 2024 | Wall of Eyes                     |
| "Don't Get Me Started" / "The Slip"       | 2024 | Cutouts                          |
| "Foreign Spies" / "Zero Sum"              | 2024 | Cutouts                          |

## Membros
- Jonny Greenwood – guitarra, baixo, teclados, piano, harpa
- Tom Skinner – bateria, percussão, teclados, backing vocals
- Thom Yorke – vocais, baixo, guitarra, teclados, piano